# Recopa Sudamericana
La Recopa Sudamericana est une compétition internationale de football qui se joue chaque année entre les vainqueurs de la Copa Libertadores et de la Copa Sudamericana lors de la saison précédente. C'est l'équivalent sudaméricain de la Supercoupe de l'UEFA.

## Historique
Cette compétition a été créée en 1989. Elle oppose alors jusqu’en 1998 les vainqueurs de la Copa Libertadores et de la Supercopa Sudamericana, compétition ayant lieu jusqu'en 1997. Depuis la création de la Copa Sudamericana en 2002, la Recopa Sudamericana oppose les vainqueurs de la Copa Libertadores et de la Copa Sudamericana.
En 1991, Club Olimpia a remporté le trophée sans jouer car cette équipe avait déjà remporté la Copa Libertadores et la Supercopa Sudamerica. En 1994 la même situation s’est produite, mais le double vainqueur São Paulo FC s’est vu opposer le vainqueur de la Copa CONMEBOL, ce qui n’a pas empêché São Paulo FC de remporter la Recopa Sudamericana.

## Déroulement de la compétition
La compétition se dispute sur un match ou par matches aller et retour, avec tirs au but pour départager les équipes en cas d’égalité sur l’ensemble des deux matches.

## Palmarès
| Année | Finale                  | Finale                        | Finale                  |
| Année | Vainqueur               | Résultats                     | Finaliste               |
| --- | ----------------------- | ----------------------------- | ----------------------- |
| 1989 | Nacional                | 1 - 0 0 - 0                   | Racing Club             |
| 1990 | Boca Juniors            | 1 - 0                         | Atlético Nacional       |
| 1991 | Club Olimpia            | Annulé                        |                         |
| 1992 | Colo Colo               | 0 - 0 (tirs au but 5-4)       | Cruzeiro EC             |
| 1993 | São Paulo FC            | 0 - 0 (tirs au but 4-2)       | Cruzeiro EC             |
| 1994 | São Paulo FC            | 3 - 1                         | Botafogo                |
| 1995 | Independiente           | 1 - 0                         | Vélez Sársfield         |
| 1996 | Grêmio Porto Alegre     | 4 - 1                         | Independiente           |
| 1997 | Vélez Sársfield         | 1 - 1 (tirs au but 4-2)       | River Plate             |
| 1998 | Cruzeiro EC             | 2 - 0 3 - 0                   | River Plate             |
| De 1999 à 2002, la Recopa Sudamericana n'a pas été jouée en raison de l'arrêt de la Supercopa Sudamericana. |                         |                               |                         |
| 2003 | Club Olimpia            | 2 - 0                         | San Lorenzo             |
| 2004 | Cienciano del Cusco     | 1 - 1 (tirs au but 4-2)       | Boca Juniors            |
| 2005 | Boca Juniors            | 3 - 1 1 - 2                   | Once Caldas             |
| 2006 | Boca Juniors            | 2 - 1 2 - 2                   | São Paulo FC            |
| 2007 | SC Internacional        | 4 - 0 2 - 1                   | CF Pachuca              |
| 2008 | Boca Juniors            | 3 - 1 2 - 2                   | Arsenal de Sarandi      |
| 2009 | LDU Quito               | 1 - 0 3 - 1                   | SC Internacional        |
| 2010 | LDU Quito               | 2 - 1 0 - 0                   | Estudiantes LP          |
| 2011 | SC Internacional        | 2 - 1 3 - 1                   | Independiente           |
| 2012 | Santos FC               | 0 - 0 2 - 0                   | Universidad de Chile    |
| 2013 | SC Corinthians          | 2 - 1 2 - 0                   | São Paulo FC            |
| 2014 | Atlético Mineiro        | 1 - 0 4 - 3                   | CA Lanús                |
| 2015 | River Plate             | 1 - 0                         | San Lorenzo             |
| 2016 | River Plate             | 0 - 0 2 - 1                   | Independiente Santa Fe  |
| 2017 | Atlético Nacional       | 1 - 2 4 - 1                   | Chapecoense             |
| 2018 | Grêmio Porto Alegre     | 0 - 0 1 - 1 (tirs au but 5-4) | Independiente           |
| 2019 | River Plate             | 0 - 1 3 - 0                   | Atletico Paranaense     |
| 2020 | CR Flamengo             | 2 - 2 3 - 0                   | Independiente del Valle |
| 2021 | Defensa y Justicia      | 1 - 2 2 - 1 (tirs au but 4-3) | Palmeiras               |
| 2022 | Palmeiras               | 2 - 2 2 - 0                   | Atletico Paranaense     |
| 2023 | Independiente del Valle | 1 - 0 0 - 1 (tirs au but 5-4) | CR Flamengo             |
| 2024 | Fluminense              | 0 - 1 2 - 0                   | LDU Quito               |
| 2025 | Racing Club             | 2 - 0                         | Botafogo                |

## Bilan par pays
| Pays      | Victoires | Défaites |
| Brésil    | 13        | 12       |
| Argentine | 11        | 13       |
| Équateur  | 3         | 2        |
| Paraguay  | 2         |          |
| Colombie  | 1         | 3        |
| Chili     | 1         | 1        |
| Pérou     | 1         |          |
| Uruguay   | 1         |          |